# 1550. pr. Kr.
◄ | 17. stoljeće pr. Kr. | 16. stoljeće pr. Kr. | 15. stoljeće pr. Kr. | ►
◄ | 1580-ih pr. Kr. | 1570-ih pr. Kr. | 1560-ih pr. Kr. | 1550-ih pr. Kr. | 1540-ih pr. Kr. | 1530-ih pr. Kr. | 1520-ih pr. Kr. | ►
◄◄ | ◄ | 1553. pr. Kr. | 1552. pr. Kr. | 1551. pr. Kr. | 1550 pr. Kr. | 1549. pr. Kr. | 1548. pr. Kr. | 1547. pr. Kr. | ► | ►►

## Događaji
- oko ove godine egipatskim faraonom postao Amasis I., začetnik 18. dinastije (uzima se da je vladao 1550. – 1525. pr. Kr.)
- nastao staroegipatski papirus iz Ebersa